# Allochthonius lini
Espèce
Allochthonius lini est une espèce de pseudoscorpions de la famille des Pseudotyrannochthoniidae.

## Distribution
Cette espèce est endémique du Yunnan en Chine. Elle se rencontre dans le xian de Zhenxiong dans la grotte Xiaoguoquan.

## Description
Les mâles mesurent de 2,72 à 2,81 mm et les femelles de 2,81 à 2,93 mm.

## Systématique et taxinomie
Cette espèce a été décrite par Li en 2023.

## Étymologie
Cette espèce est nommée en l'honneur de Yu-chen Lin.

## Publication originale
- Li, 2023 : « Three new species of pseudoscorpions (Arachnida: Pseudoscorpiones: Pseudotyrannochthoniidae) from caves in Yunnan and Guizhou Provinces, China. » European Journal of Taxonomy, vol. 861, p. 48–64 (texte intégral).